# Maria Bach
Pour les articles homonymes, voir Bach (homonymie).
Emilie Marie baronne von Bach (1er mars 1896 — 26 février 1978) est une pianiste, violoniste, compositrice et peintre autrichienne.

## Biographie
Marie Bach est née à Vienne, fille de Robert Bonaventura Michael Wenzel von Bach et d'Éleonore Josepha Maria Theresia Auguste, Baronne von Bach. Quand Marie eut un an, la famille déménagea au château Leesdorf près de Baden. Marie prit des leçons de piano au Musikschule Grimm à Baden et à quatorze ans elle commença le violon.
En 1914 elle composa son premier prélude, qu'elle suivit de chants et d'autres pièces pour piano. Elle rentra à l'Académie de Vienne où elle étudia la composition avec Joseph Marx et la direction avec Ivan Boutnikoff (ru). Elle fit ses débuts de compositrice en 1921 avec Narrenlieder für Tenor und Orchester, un cycle de chants plus tard imprimé par Schott à Vienne. Elle continua à composer avec succès mais après la mort de son père sa famille eut des problèmes financiers.
Bach rencontra le peintre italien Arturo Ciacelli en 1940 et partit avec lui pour l'Italie où elle s'intéressa à la peinture. Après qu'elle eut commencé à exposer, ses peintures eurent presque plus de succès que ses compositions. Ciacelli mourut en 1966 et pendant un moment Bach abandonna ses activités créatives, mais finalement elle recommença à composer.
Elle reçut une médaille d'or pour ses compositions en 1962 et reçut le titre de professeur en 1976.
Bach meurt à Vienne en 1978. Ses écrits sont hébergés par la bibliothèque de la mairie de Vienne.

## Œuvres
- Prelude Warum? pour piano (1914/15)
- Narrenlieder für Tenor und Orchester (1921)
- Sonate für Cello und Klavier (1924)
- Wolgaquintett (Quintette de la Volga) (1927/28)
- Klavierquartett (1930)
- Streichquartett Nr. 1 (1935)
- Streichquintett (1936)
- Silhouetten, suite de ballet (1937/38)
- Giacona und Tanz (1941)
- Streichquartett Nr. 2 (1942)
- Lieder für Stimme und Orchester
- Kammermusik und Orchesterwerke